# Mildred Wolfe
Mildred Nungester Wolfe (Celina (Ohio), 23 de agosto de 1912 – Jackson (Misisipi), 11 de febrero de 2009) fue una artista estadounidense.

## Biografía
Mildred Nungester nació en Celina (Ohio) pero pasó su infancia en Decatur (Alabama). Su padre era farmacéutico. En 1932, se graduó en la Universidad de Montevallo.
En la Gran Depresión, su carrera artística fue temporalmente congelada para dar clases de latín e inglés en Alabama. Mientras tanto, estudió en el Instituto de Arte de Chicago y en la Liga de estudiantes de arte de Nueva York. En el verano de 1937, cuando viajó a la Colonia de Arte Dixie de Kelly Fitzpatrick, conoció al que sería su futuro esposo, Karl Wolfe. Se casaron en Colorado en 1944, donde estudió un master de bellas artes en Colorado College y estuvo trabajando como artista gráfica en la base de Lowry Field de las fuerza Aérea.
Después de la Segunda Guerra Mundial, los Wolfe se instalan en Jackson, creando el Wolfe Studio y se convirtieron en artistas de la región retratando la actual Mississippi. Inspirados en los impresioanistas y postimpresioanistas europeos, pintaba principalmente paisajes al óleo o acuarela. Si bien Karl Wolfe era más conocido por sus retratos, Mildred también pintó varios retratos conocidos, como el de su amiga Eudora Welty que se encuentra en el Galería Nacional de Retratos. Además de pintura, trabajaron la cerámica, escultura y el vidrio. Mildred trabajó a la sombra de su marido durante muchos años, tanto en los Wolfe Studios como en el Millsaps College, donde también trabajaban juntos. Cuando su marido se retiró en 1968, ella perdió su puesto de profesora. En 1978, Karl estaba incluida en la exhibición de arte de Mississippi, mientras que ella no lo estaba.
Después de la muerte de Karl en 1984, la comunidad artística de Mississippi comenzó a valorar las obras de Mildred por su propia valía. El Museo de Arte de Mississippi organizó exposiciones en 1994 y 2006. Además, la Universidad de Prensa de Mississippi publicó un monográfico de la obra de Mildred, poniendo como ejemplos pinturas y obras públicas.